# Pont-Audemer (fostă comună)

Pont-Audemer este un orășel situat în departamentul Eure, regiunea Haute-Normandie, Franța.
Orașul se află la altitudinea de 2-15 m deasupra n.m. ocupă o suprafață de 9,35 km² și avea în 2007, 8.718 loc. Pont-Audemer se află amplasat pe cursul râului Risle (145 km), între  Roumois și Lieuvin.

## Personalități marcante
- Laetitia Casta, fotomodel